# لوكا مراكوفتشيتش
لوكا مراكوفتشيتش (بالكرواتية: Luka Mrakovčić)‏ مواليد 22 سبتمبر 1994 في رييكا، هو لاعب كرة يد كرواتي يلعب كوسط مدافع. يلعب حاليا مع فريق ميتالورغ سكوبيه المقدوني ويحمل الرقم 5.